# Turbidimetrie
Turbidimetrie (Latijn: turbidus, troebel; Grieks: metrein, meten) is een kwantitatieve methode in de analytische chemie. Door middel van turbidimetrie kan de hoeveelheid van een chemisch bestanddeel in een stof worden bepaald, indien de component hetzij direct, hetzij indirect (na chemische reactie) in een vloeistof een dispersie oplevert, die kan worden gemeten via de afname van de lichtsterkte (transmissie) van een door het Tyndall-effect verstrooide lichtbundel. Bij de turbidimetrie wordt dus de troebelheid van een oplossing gemeten.
De techniek vertoont een verwantschap met de nefelometrie wat betreft de op elastische botsing berustende lichtverstrooiing, en met de colorimetrie wat betreft transmissiemeting. Het bezwaar van onbetrouwbaarheid van de turbidimetrie als zodanig geldt niet zozeer voor de turbidimetrische titratie, waar de turbidimetrie slechts als eindpuntsindicatie fungeert.

## Toepassingen
Nefelometrie is bijzonder interessant om de troebelheid van tal van oplossingen te bepalen, zoals bier, melk, water, bloed, verf, inkt en farmaceutische oplossingen. Ook deeltjes in nevel en smog kunnen hiermee bepaald worden.